# Морелія
Морелія (тараска Uaiahnario) — столиця та найбільше місто мексиканського штату Мічоакан. Місто розташоване на висоті 1921 м над рівнем моря в долині Ґуаянґарео, оточене пагорбами Пунуато і Кінсео. Населення міста з околицями становить 642 тис. мешканців (608 тис. власне у місті, перепис 2005 року). Муніципалітет Морелія, центром якого є місто, займає площу 1 199 02 км² та має населення 684 тис. мешканців, також включаючи міста Морелос і Капула.
Історичний центр міста, що містить понад 1000 колоніальних будівель та церков, з 1991 року занесений до списку Світової спадщини.

## Історія
До прибуття іспанців долина Ґуаянґарео на навколишні райони були населені індіанцями Пірінда. Іспанське місто було засноване 18 травня 1541 першим віце-королем Нової Іспанії Антоніо де Мендосою під назвою «Сьєдад-де-Мічоакан» (Ciudad de Michoacan). Також тут були оселені 50 знатних родин індіанців Пурепеча (перевезених з Пацкуаро і Тіріпетіо). В 1545 році місто було перейменоване на Вальядолід.
Протягом довгого часу місто залишалося конкурентом у регіоні місту Пацкуаро, проте на відміну від останнього, населеного індіанцями, Вальядолід був переважно іспанським, населеним нащадками конкістадорів та переселенцями з метрополії. В 1547 році поселення офіційно отримало статус міста, а в 1553 році отримало власний герб.
Суперництво між Пацкуаро і Вальядолідом стало очевидним під час вибору місця розташування центру єпископства Мічоакан. Хоча іспанця наполягали на тому, щоб зробити єпископським містом Вальядолід, перший єпископ Мічоакану Васко де Кіроґа, що завжди захищав індіанців від іспанців, зробив столицею Пацкуаро. В 1571 році, через шість років після смерті Кіроґи, король Філіп II переніс єпископську столицю до Вальядоліду. В 1580 році Вальядолід також замінив Пацкуаро як столицю провінції Мічоакан.
Протягом колоніального періоду у місті було засновано велике число релігійних орденів, що зробило місто важливим центром мистецтва та культури Нової Іспанії.

## Відомі будівлі
Історичний центр міста (Centro Histórico), що входить до Світової спадщини ЮНЕСКО, охоплює приблизно 150 міських кварталів у центрі міста, що приблизно відповідає розмірам міста наприкінці 18 століття.
Більша частина історичних будівель належить до колоніального періоду. Найвідомішими є Кафедральний собор Морелії в стилі Бароко (закінчений в 1744 році), конвент Сан-Франсіско (збудований в 1513 році), Конвент Сан-Аґустін (закінчений в 1550 році); коледж і храм Ла-Компанія-де-Хесус (зараз відомий як палац Клавіхеро, будівництво почалося в 1580 році), конвент Ель-Кармен (1597 рік), конвент Санта-Катаріна та інші.
Через центр міста також проходить акведук, збудований між 1785 і 1789 роками.

## Уродженці міста
У 1765 році у місті народився Хосе Марія Морелос, на честь якого місто отримало нову назву 12 вересня 1828 року. Хосе Марія Морелос разом з Мігелем Ідальго-і-Костілья почали війну за незалежність Мексики від Іспанії в 1810 році.
У Морелії також народилися Аґустін де Ітурбіде (1783), перший імператор Мексики, і Хосефа Ортіс де Домінґес, що грала важливу роль у незалежницькому русі.

## Галерея

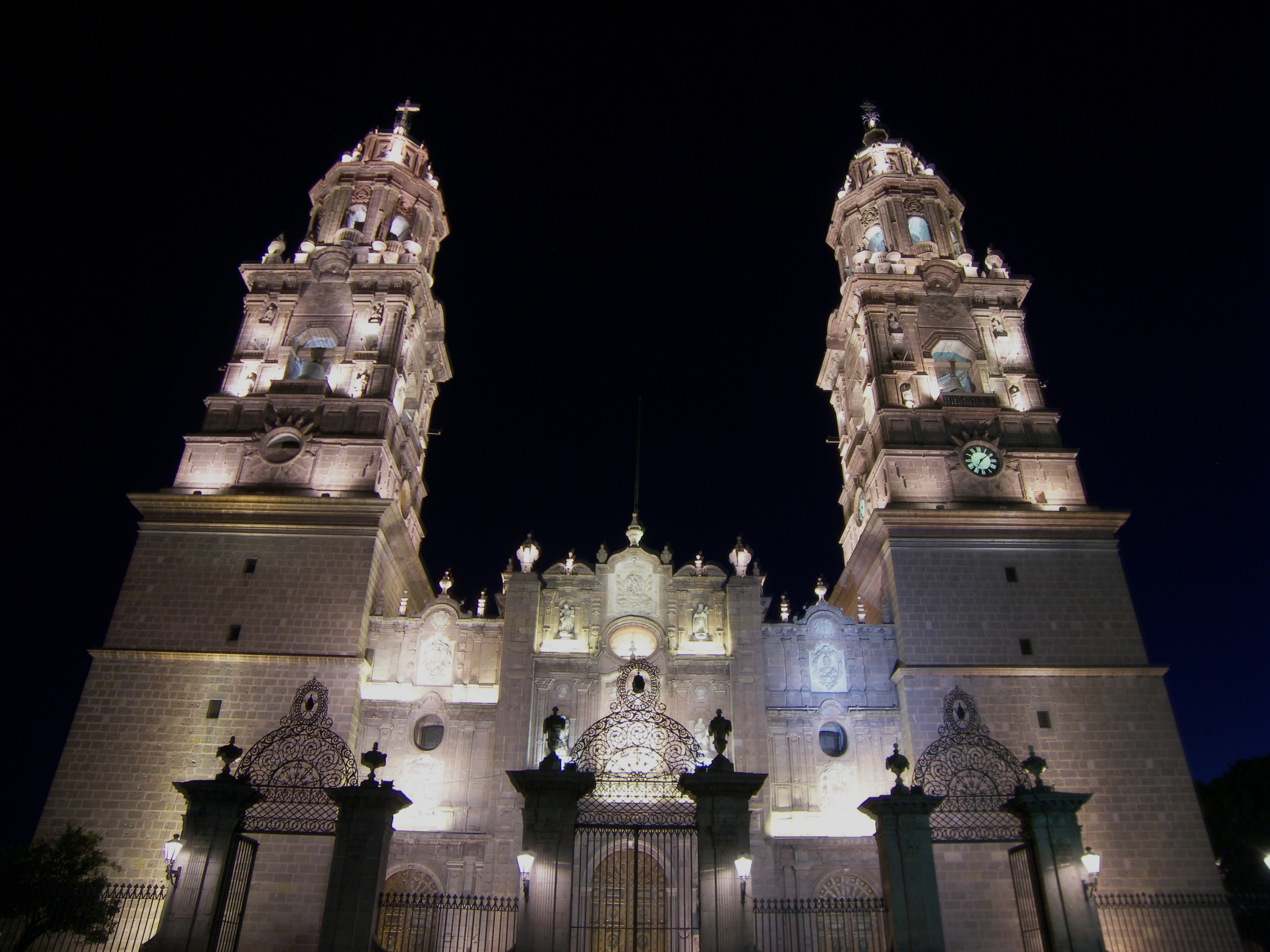
Собор Морелії
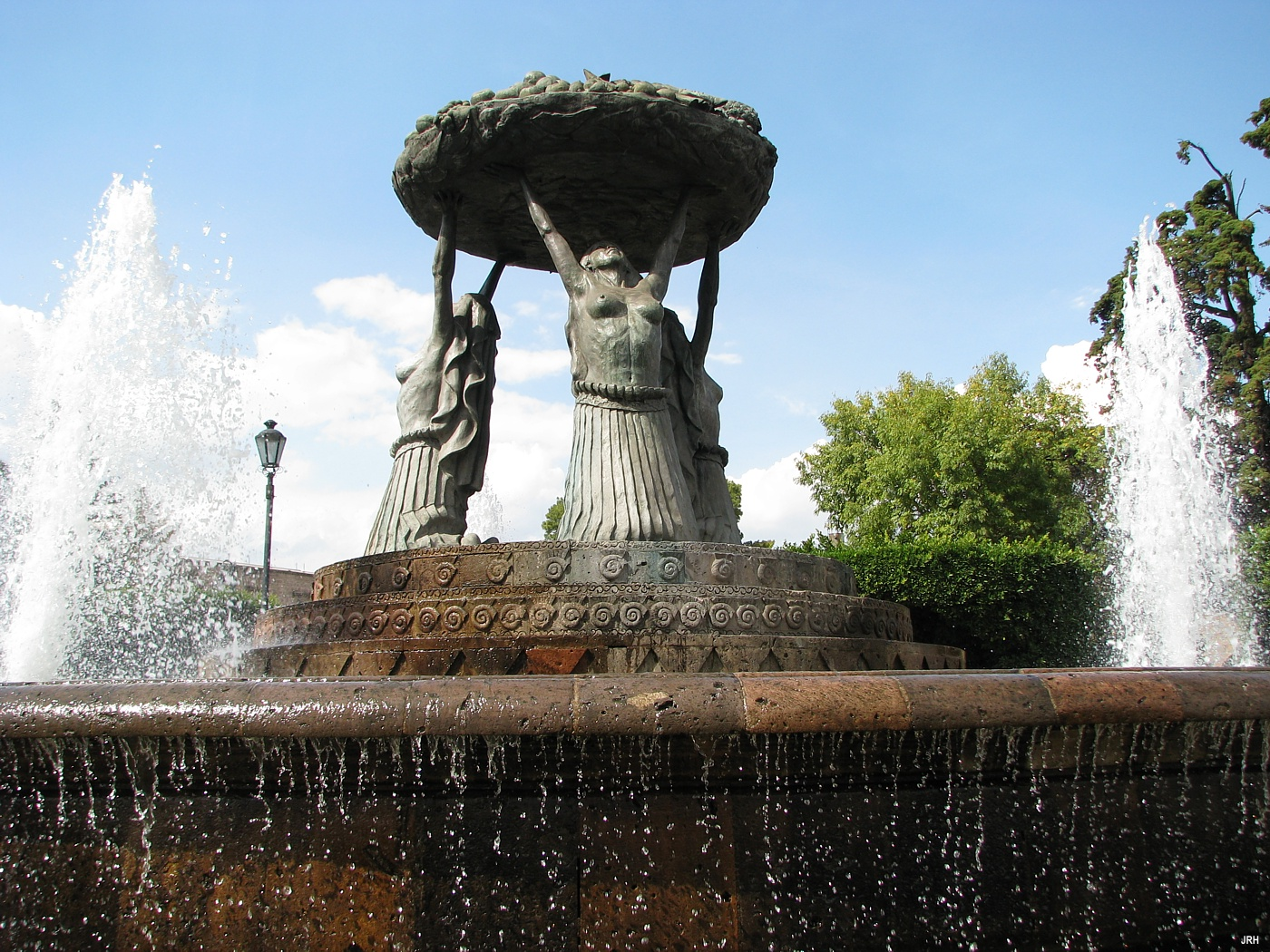
Фонтан тарасків
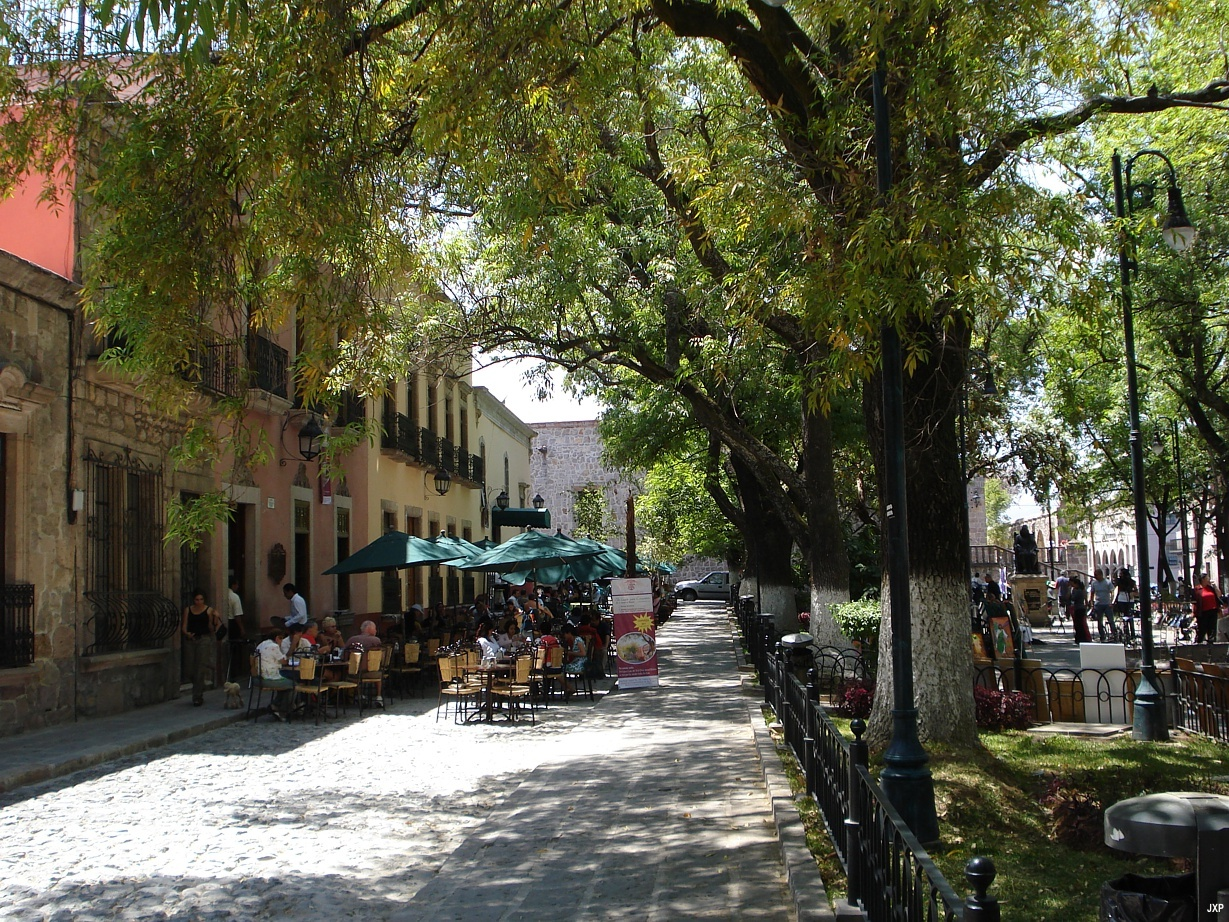
Площа Троянд
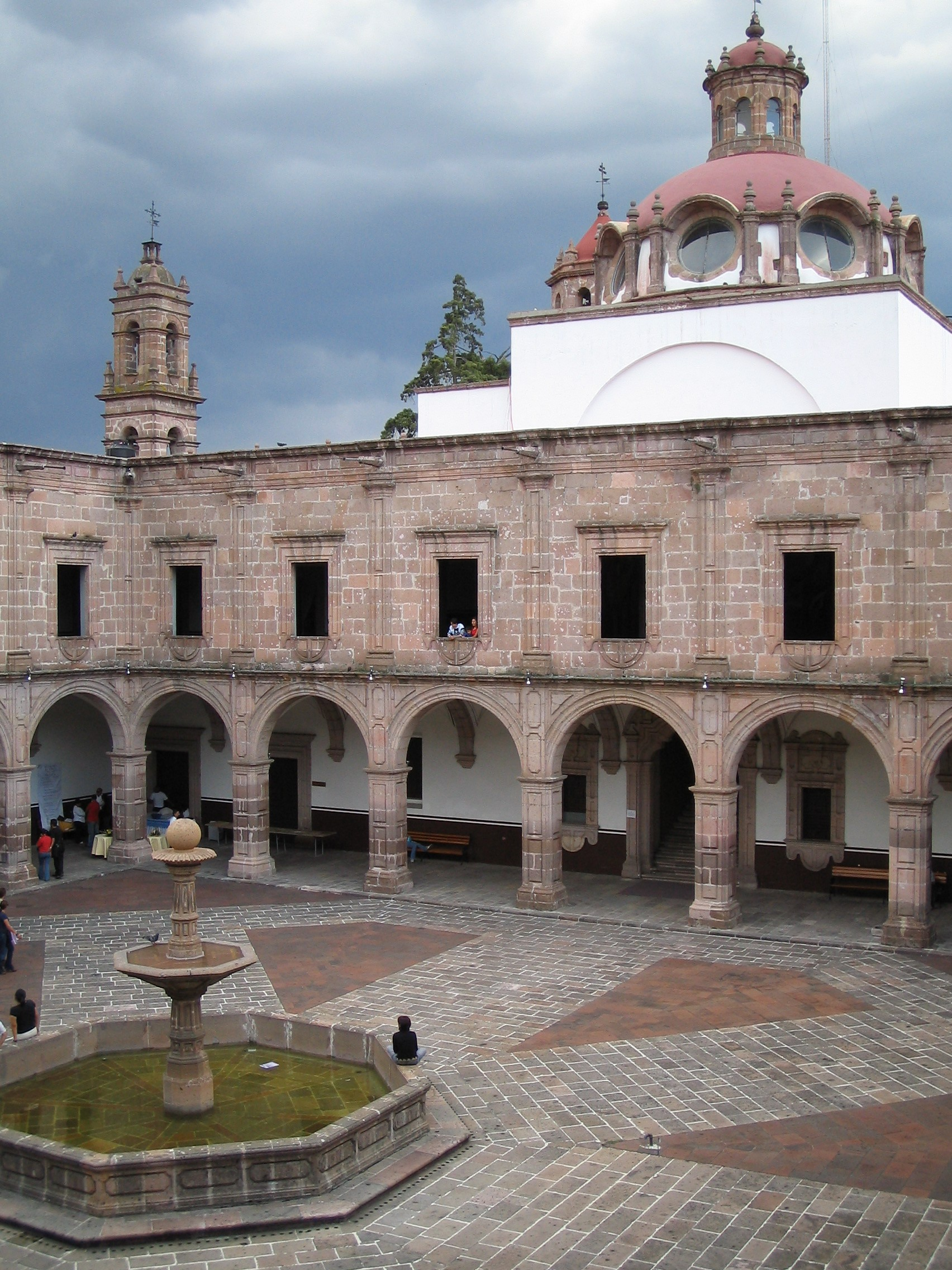
Палац Клавіхеро
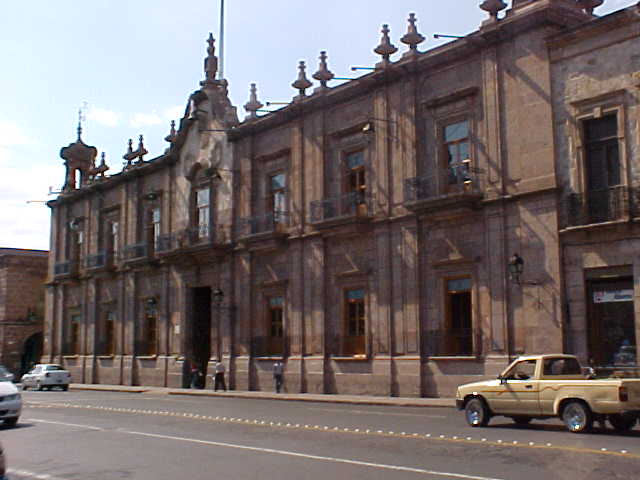
Палац Уряду
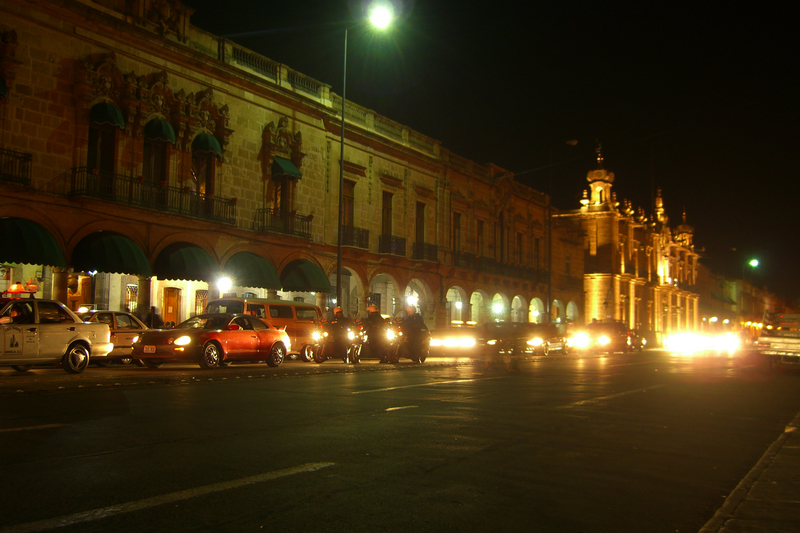
Проспект Мадера-Норте
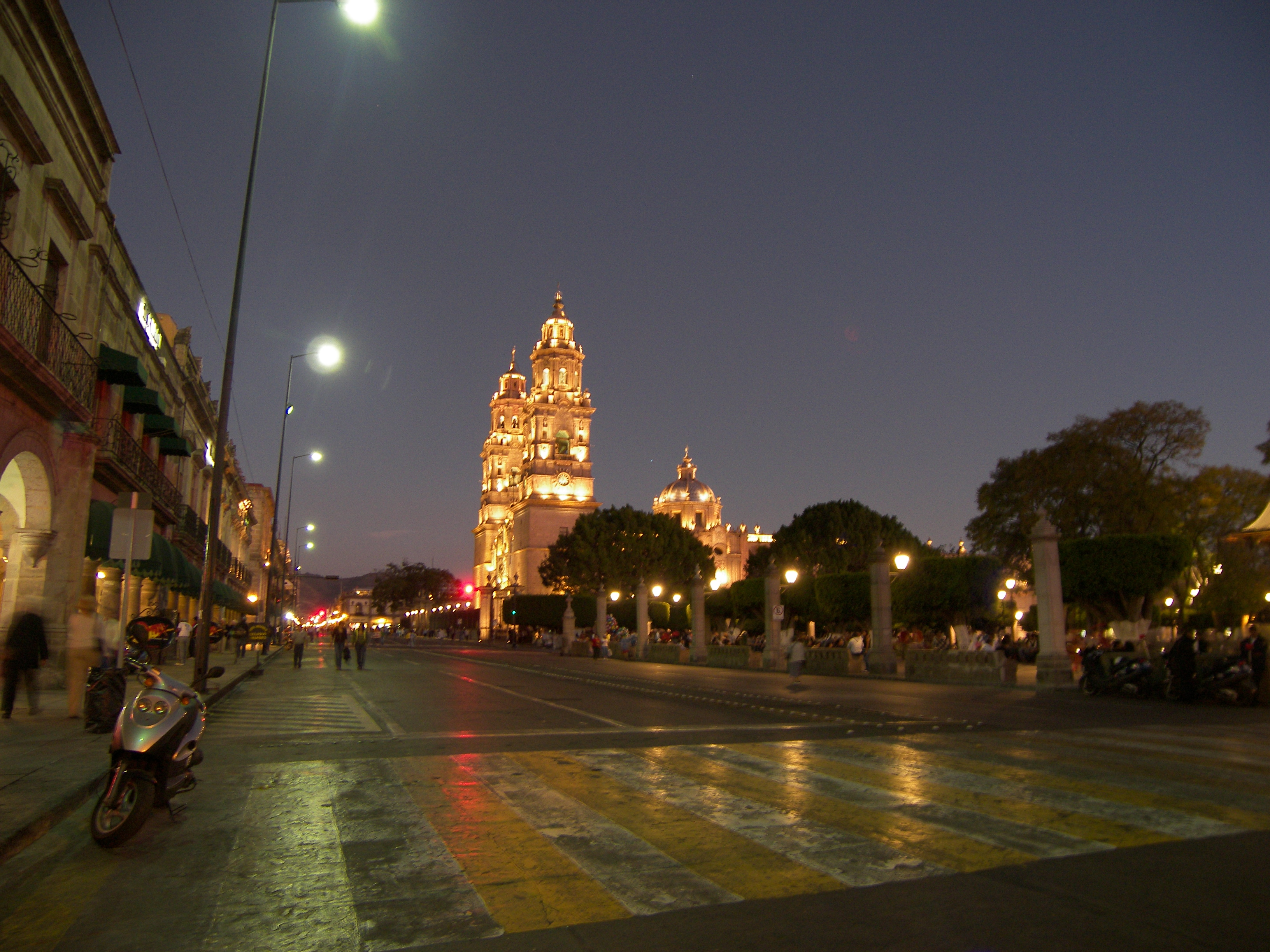
Проспект Мадера-Сур